# جعفر بن عقيل بن أبي طالب
جعفر بن عقيل بن أبي طالب ابن عم الحسين ومن أنصاره، قتل في كربلاء عام 61 هـ. كانت أمه تكنى بأم الثغر أو أم البنين. فهو كأخيه مسلم بن عقيل صهر علي بن أبي طالب. له 23 سنة يوم استشهاده.

## نسبه
هو جعفر بن عقيل بن أبي طالب بن عبد المطلب بن هاشم.
أمه:
قيل إنها أم الثغر بنت عامر بن الهضاب العامري من بني كلاب.
ذكر الطبري نقلاً عن هشام أن أمه هي أم البنين ابنة الشقر بن الهضاب.
قول آخر يقول: إن أمه الخوصاء بنت الثغرية. وهو كأخيه مسلم بن عقيل صهر علي بن أبي طالب.
لا يوجد معلومات كافية عن ولادته إلا أن صاحب كتاب لباب الأنساب ذكر أنّه استشهد، وله من العمر 23 سنة.

## مقتله
يقول صاحب الفتوح: فخرج بعده – أي: بعد عبد الله بن مسلم - جعفر بن عقيل بن أبي طالب، وفي المناقب لابن شهر آشوب ورد: حمل على جيش عمر بن سعد، فقتل رجلين، وفي قول خمسة عشر فارساً. قتله بشر بن سوط الهمداني.
قتل في سنة 61 هـ وكان ينشد قائلاً: